# Antiblemma steropioides
Antiblemma steropioides là một loài bướm đêm trong họ Erebidae.